# كبدانيات
الكبدانيات (الاسم العلمي: Marchantiidae) هي تحت طائفة من النباتات تتبع طائفة الكبدانية من شعبة النباتات الكبدية.

## رتب
- الكبديات
- (الاسم العلمي: Lunulariales)
- (الاسم العلمي: Neohodgsoniales)